# Páni z Korotína
Páni z Korotína byli starý moravský rytířský rod. Původně se psali ze Skorotína, později z Korotína.

## Erb

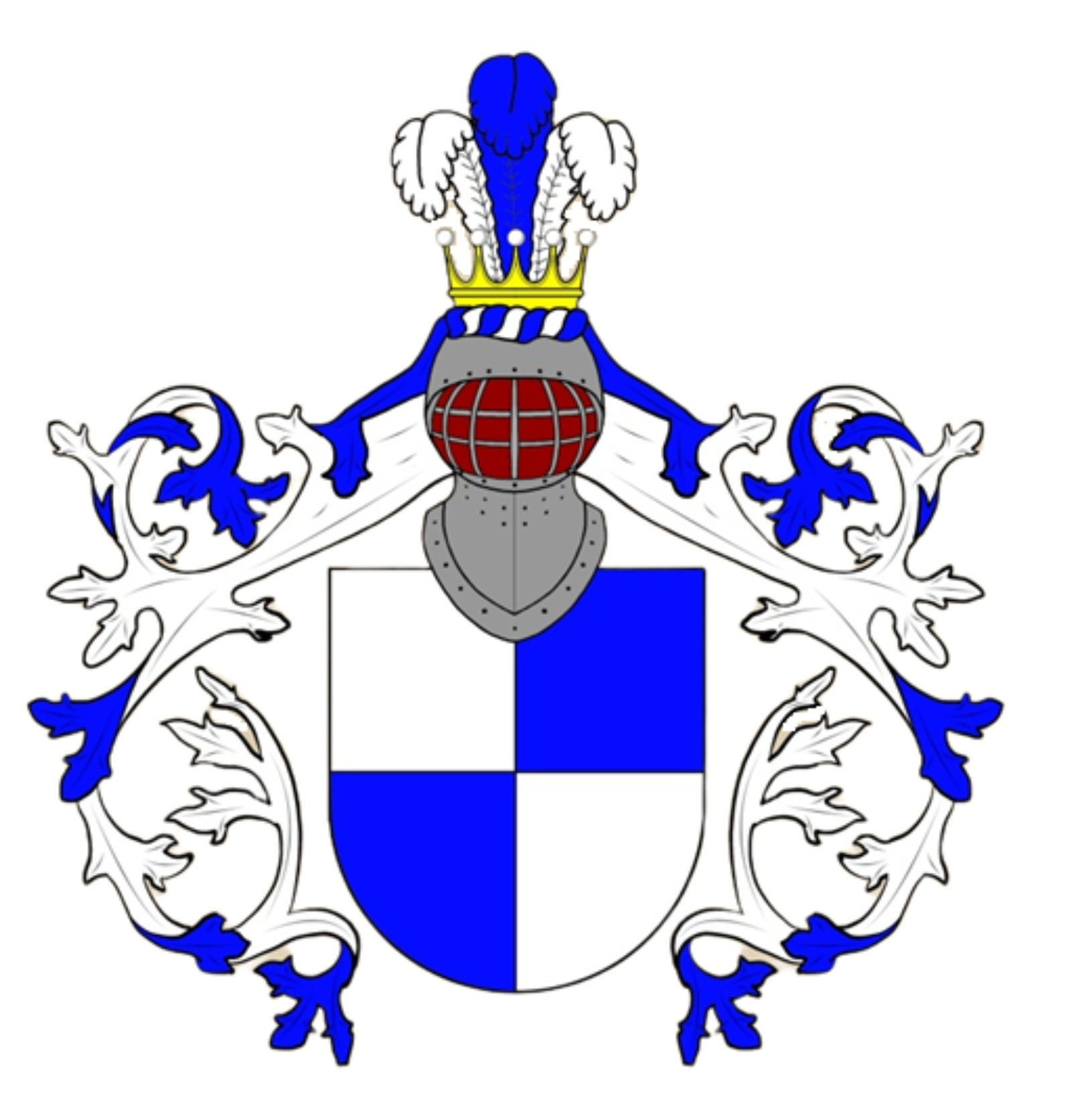
Země: Moravské markrabství

Stříbrnomodře čtvrcený štít (heraldika: pravé horní a levé spodní pole je stříbrné, ostatní jsou modré), přikryvadla ve stejném barevném provedení. Přilbice, korunka s osmi perlami z toho pět viditelných, klenotem jsou 3 pštrosí pera ve střídavě stříbrnomodrých barvách.

## Historie
Původ rodu nebyl v minulosti jednoznačně prokázán. Spekulovalo se, zda se jednalo o rod moravský nebo český. Na Moravě existovala ves Skorotín (u Příbora), stejně tak i v Čechách, podle které se mohli nazývat. Na Moravě rovněž obec Korytná u UH, nebo na Slovensku obec Korytné; od toho pak možný název z Korotína.
Podle J. V. Bezděka a nově nalezených důkazů se jedná o Skorotín (zaniklá ves u Příbrami), jelikož český původ na Moravě usazených členů rodu z Korotína (jinak také ze Skorotína) připomínají Zemské desky Olomoucké II s. 475 a Zemské desky Olomoucké III s. 703. Dalším ukazatelem je také oblíbené jméno Přibík neboli Přech. Právě Přech ze Skorotína (roku 1516) byl bratrem Šťastného ze Skorotína na Bánově a Nedachlebicích (r. 1516–1523).
První dochovaná zmínka se datuje roku 1359. Další zmínka o členech rodu je pak v letech 1374, 1401, 1425, 1437. Testament z 1. května 1520 a pojednává o rozdělení dědictví po otci mezi bratry Jiříkem a Felixem ze Skorotína a jejich sestrou Markétou, kterou záznam uvádí pouze v originálním pramenu s přiloženými pečetěmi. V dědickém listu není zapsán jejich bratr Přech, což mohlo znamenat, že byl v té době již po smrti nebo byl sám dostatečně zaopatřen.
Král Jiří z Poděbrad daroval za věrné služby Přibíkovi dědictví po Janu Hrachu z Občova (veškeré jeho statky a dědiny připadly králi, a to poplužní dvůr v Občově s poplužím, s celým příslušenstvím a s rybníčkem). Občov pak Přibík připojil k rodnému Skorotínu. Přech ze Skorotína byl majitelem Skorotína v letech 1437–1463.
Prameny uvádí také r. 1515 vlastnický list Zubrůvky (Zubřinky, Zubrouvka u Pulčin), dále roku 1516 směna Bánova za Francovu Lhotu, oboje Felix (Šťastný) z Korotína. Také byl majitelem panství Bánov, Nedachlebice, Slavičín. Některý majetek Šťastný podržel zhruba rok a se všemi kšeftoval. Majetek členů rodu z Korotína byl velmi pohyblivý a většinou ho nedokázali déle podržet.
Jiřík ze Skorotína se zdržoval u krále Ludvíka Jagellonského a zůstal v jeho službách. Felix z Korotína na Nedachlebicích získal dědičný titul rytíře, jak uvádí záznam z roku 1534.
Felix (Šťastný) z Korotína, jak je zmíněno výše, vlastnil Bánov a jeho přilehlé vesnice, dále pak Nedachlebice, kde nechal vystavět tvrz (r. 1521). Vladykové z Korotína ji obývali 40 let (r. 1520–1560), za čas se jejich spolubydlícími stali Janauerové, ti na tvrzi po odchodu Korotínů zůstali. Šťastný pojal za manželku Kunhutu Prakšickou ze Zástřizl (dcera Hynka Prakšického ze Zástřizl zemřelého roku 1529 a Anežky Ořechovské z Honbic zemřelé roku 1512). Měli spolu několik potomků. Prameny zmiňují nejvýznamnějšího syna Jana, který se psal z Korotína a na Nedachlebicích. Své matce v roce 1553 zajistil ještě část vesnice Prakšice od lenního pána biskupa Jana Dubravia. Druhou polovinu Prakšic užíval její bratr Jiří mladší Prakšický ze Zástřizl. Kunhuta byla nejmladší ze sourozenců (prvorozený Jan, dále Oneš, Zikmund, Adam, Jiří mladší Prakšický ze Zástřizl). Jan z Korotína a na Nedachlebicích spojil rod s Bohunkou Nekešovou z Landeka. Jejich dcera Kunka se stala nejvýznamnější členkou rodu. Po smrti Bohunky pojal Jan za druhou manželku Mandalenu Milotickou ze Zástřizl, se kterou měl syna. Rod touto větví stále pokračuje.
Kunka z Korotína a na Nedachlebicích vedená už roku 1562 jako sirotek byla čtyřikrát vdaná, všechna manželství bezdětná, stav panský:
1. Aleš Podstatský z Prusinovic a na Potštátě (r. 1573–18. 3. 1573).
2. Jan Bohuslav Zoubek ze Zdětína a na Habrovanech (před r. 1579-27. 3. 1583), komorník menšího práva brněnského kraje.
3. Václav Morkovský ze Zástřizl na Boskovicích (před r. 1589-27. 4. 1600). Rody Zástřizlů se opět propojují (babička Kunky byla Kunhuta Prakšická ze Zástřizl). Václav měl v roce 1580 již hodnost císařského kraječe čili dědičný číšník a o sedm let později byl jmenován císařem Rudolfem II. zemským hejtmanem.
4. Arkleb z Kunovic na Uherském Brodě a Hluku (r. 1607–1609) povoláním zemský soudce, císařský a královský rada.